# Magnum Rafael Farias Tavares
Magnum Rafael Farias Tavares (nacido el 24 de marzo de 1982) es un exfutbolista brasileño que se desempeñaba como centrocampista.
Jugó para clubes como el Paysandu, Vitória, Santos, Kawasaki Frontale, Nagoya Grampus y São Caetano.

## Trayectoria

### Clubes
| Club                 | País          | Año         |
| -------------------- | ------------- | ----------- |
| Tuna Luso Brasileira | Brasil        | 2002        |
| Paysandu             | Brasil        | 2002 - 2003 |
| Vitória              | Brasil        | 2004 - 2005 |
| Iraty                | Brasil        | 2005        |
| Santos               | Brasil        | 2005        |
| Iraty                | Brasil        | 2006        |
| Kawasaki Frontale    | Japón         | 2006 - 2007 |
| Nagoya Grampus       | Japón         | 2008 - 2010 |
| Ulsan Hyundai        | Corea del Sur | 2011        |
| São Caetano          | Brasil        | 2011        |
| Remo                 | Brasil        | 2012        |